# 元目町
元目町（げんもくちょう）は静岡県浜松市中央区の町名。丁番を持たない単独町名である。住居表示未実施。

## 地理
浜松市中央区の中心部に位置する。東で北田町、西で下池川町及び元城町、南で尾張町、北で山下町と接する。

### 河川
- 新川支流

### 学区
- 浜松市立中部小学校（浜松中部学園）
- 浜松市立中部中学校（浜松中部学園）

## 歴史
現在の元目町は江戸時代の浜松城下における武家屋敷があった地域で、明治15年に元目・城内・年行司・下馬場と合併して浜松元城町となる。

### 町名の由来
玄黙寺があったことに由来する。

### 沿革
- 1882年（明治15年）旧武家地である元目・城内・年行司・下馬場と合併して浜松元城町となる。
- 1889年（明治22年）4月1日 - 町村制の施行により、敷知郡浜松町が周辺の町村と合併して敷知郡浜松町となる[WEB 7]。旧町名は浜松町の大字として残る[書籍 2]。
- 1896年（明治29年）4月1日 - 郡制の施行により、浜松町の所属郡が浜名郡に変更となる。
- 1911年（明治44年）7月1日 – 浜松町が市制施行して浜松市となる。
- 1925年（大正14年）5月1日 -  地籍整理により、大字元城及び大字下池川の一部を合わせて元目町を新設[書籍 3]。
- 2007年（平成19年）4月1日 - 浜松市が政令指定都市となる。元目町は中区の一部となる。
- 2024年（令和6年）1月1日 - 浜松市の行政区再編により、元目町は中央区の一部となる。

## 施設
- 浜松市役所元目分庁舎
- 浜松元目郵便局
- 日豊ガーデンズ株式会社 浜松本社・営業所
- ローソン浜松元目町店
- ファミリーマート浜松城公園前店

## 交通

### バス
- 遠鉄バス61内野台線：（浜松駅 方面 - ）元目町（ - 内野台車庫・サンストリート浜北 方面）

### 道路
- 国道152号（飛龍街道）
- 浜松市道田町高林線（二俣街道）

## その他

### 警察
警察の管轄区域は以下の通りである。
| 番・番地等 | 警察署         | 交番・駐在所 |
| ---------- | -------------- | ------------ |
| 全域       | 浜松中央警察署 | 新川交番     |

### 消防
消防の管轄区域は以下の通りである。
| 番・番地等 | 消防署   | 本署/出張所 |
| ---------- | -------- | ----------- |
| 全域       | 中消防署 | 本署        |

### 書籍
1. ↑  『浜松市史 ニ』浜松市役所、1971年3月31日、232頁。
2. ↑  『浜松市史 三』浜松市役所、1980年3月26日、177頁。
3. ↑  『浜松市史 三』浜松市役所、1980年3月26日、355,356頁。

### WEB
1. ↑  “h02_22.csv”.   総務省 (2022年2月10日). 2024年10月2日閲覧。
2. ↑  “chuouku_menseki.xlsx”.   浜松市 (2024年3月12日). 2024年10月2日閲覧。
3. ↑  “静岡県 浜松市中央区 元目町の郵便番号 - 日本郵便”.   日本郵便. 2025年2月15日閲覧。
4. ↑  “市外局番の一覧”.   総務省 (2022年3月1日). 2024年10月2日閲覧。
5. ↑  “事業所案内及び管轄地域（事務所3件、分室3件）”.   一般社団法人静岡県自動車会議所. 2024年10月2日閲覧。
6. ↑  “住居表示実施状況”.   浜松市 (2024年1月4日). 2024年6月12日閲覧。
7. ↑  “historyofcities.pdf”.   静岡県総務部合併推進室・財団法人静岡県市町村振興協会. 2024年10月17日閲覧。
8. ↑  “新川交番｜静岡県警察”.   静岡県警察 (2024年1月1日). 2024年6月17日閲覧。
9. ↑  “消防署の町別管轄「け」／浜松市”.   浜松市 (2023年4月3日). 2024年6月17日閲覧。